# Caychax
Caychax ist eine ehemalige französische Gemeinde mit 14 Einwohnern (Stand 1. Januar 2022) im Département Ariège in der Region Okzitanien. Sie gehörte zum Arrondissement Foix. Die Bewohner werden Caychatois und Caychatoises genannt.
Der Erlass des Präfekten vom 6. September 2024 legte mit Wirkung zum 1. Januar 2025 die Eingliederung von Caychax als Commune déléguée zusammen mit der früheren Gemeinde Senconac zur Commune nouvelle Caychax-et-Senconac fest.

## Geografie

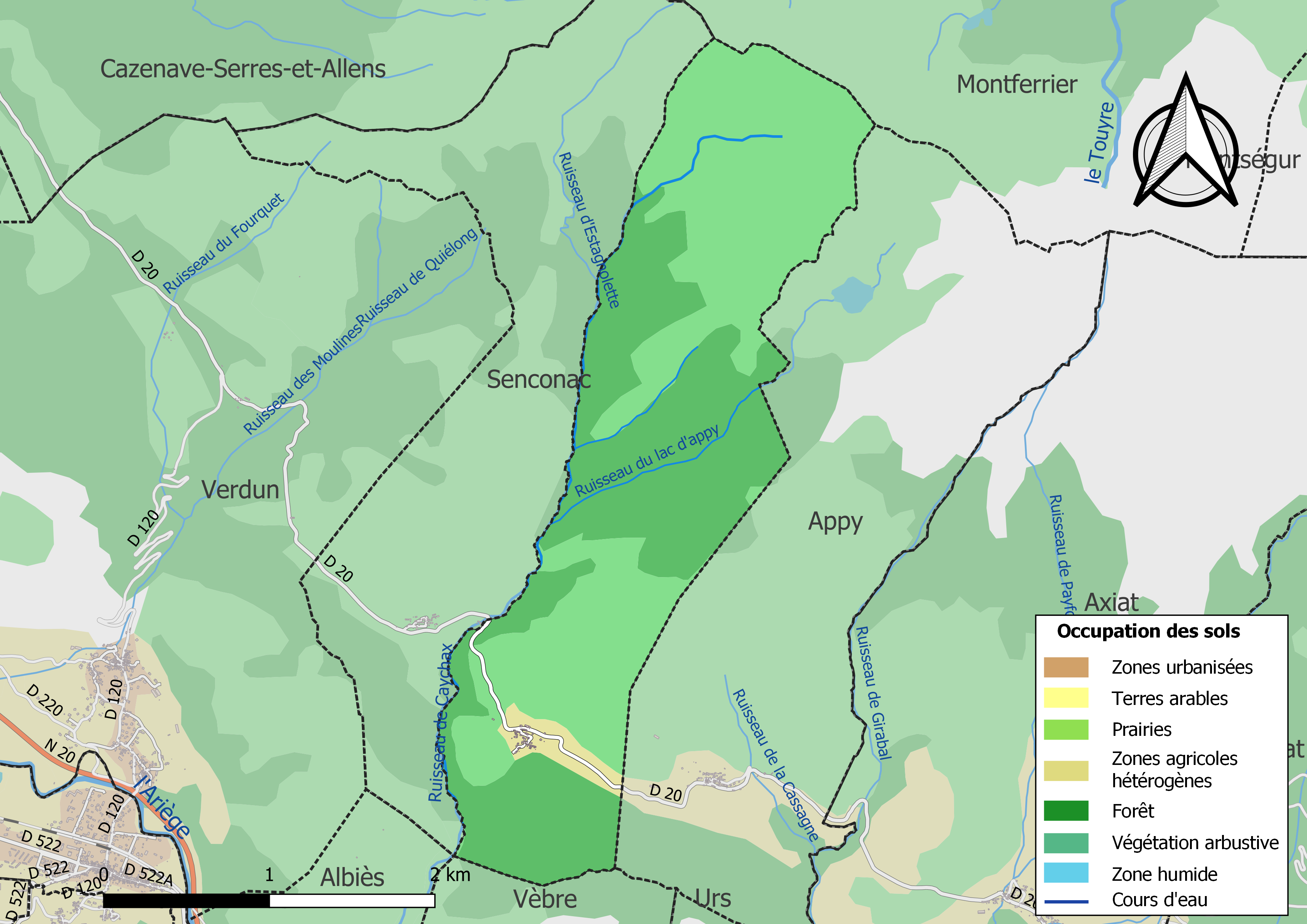
Bodennutzung und Hydrografie von Caychax (2018)

Der ländliche Ort liegt etwa 21 Kilometer südsüdöstlich von Foix in der Landschaft Sabarthès oberhalb des Ariège-Tals südlich der Montagne de Tabe am Fuße der Pyrenäen. Das Ortsgebiet wird vom Ruisseau de Caychax, einem Nebenfluss der Ariège, entwässert, der hier entspringt und es überwiegend im Westen begrenzt. Ein weiteres Fließgewässer ist der zeitweise trockenfallende Ruisseau du Lac d’Appuy, der links in den Ruisseau de Caychax mündet. Das Zentrum liegt auf einer Höhe von etwa 910 m. Das Relief des Gebiets steigt nach Norden hin bis auf 2115 m in Form des Pic Galinat in der Montagne de Tabe an, im Süden beiderseits des Tals, das vom Ruisseau de Caychax geformt wurde, auf Höhen von 1153 m (Sommet de Crouzille) und 1233 m (Rocher du Courbas oder Roc d’Appy). Der tiefste Punkt liegt mit 718 m im Tal des Ruisseau de Caychax bei seinem Austritt aus dem Ortsgebiet im Süden.
Teile des Gebiets von Caychax gehören zu den fünf ZNIEFF-Naturzonen „Parois calcaires et quiès du bassin de Tarascon“ (730003061), „Montagnes d’Olmes“ (730011915), „Parois calcaires et quiès de la haute vallée de l’Ariège“ (730011919), „Massif de Tabe - Saint-Barthélémy“ (730011923) und „Quiès calcaires d’Albiès à Caussou“ (730030548). Rund 52 % der Fläche von Caychax sind Gebiete mit Strauch- und/oder Kräutervegetation, rund 45 % sind bewaldet, rund 3 % entfallen auf heterogene landwirtschaftliche Gebiete (Stand: 2018).
Umgeben wird Caychax von den Nachbargemeinden Montferrier im Norden, Appy im Osten, Vèbre im Süden und Albiès im Südwesten sowie der Commune déléguée Senconac im Westen.

## Bevölkerungsentwicklung

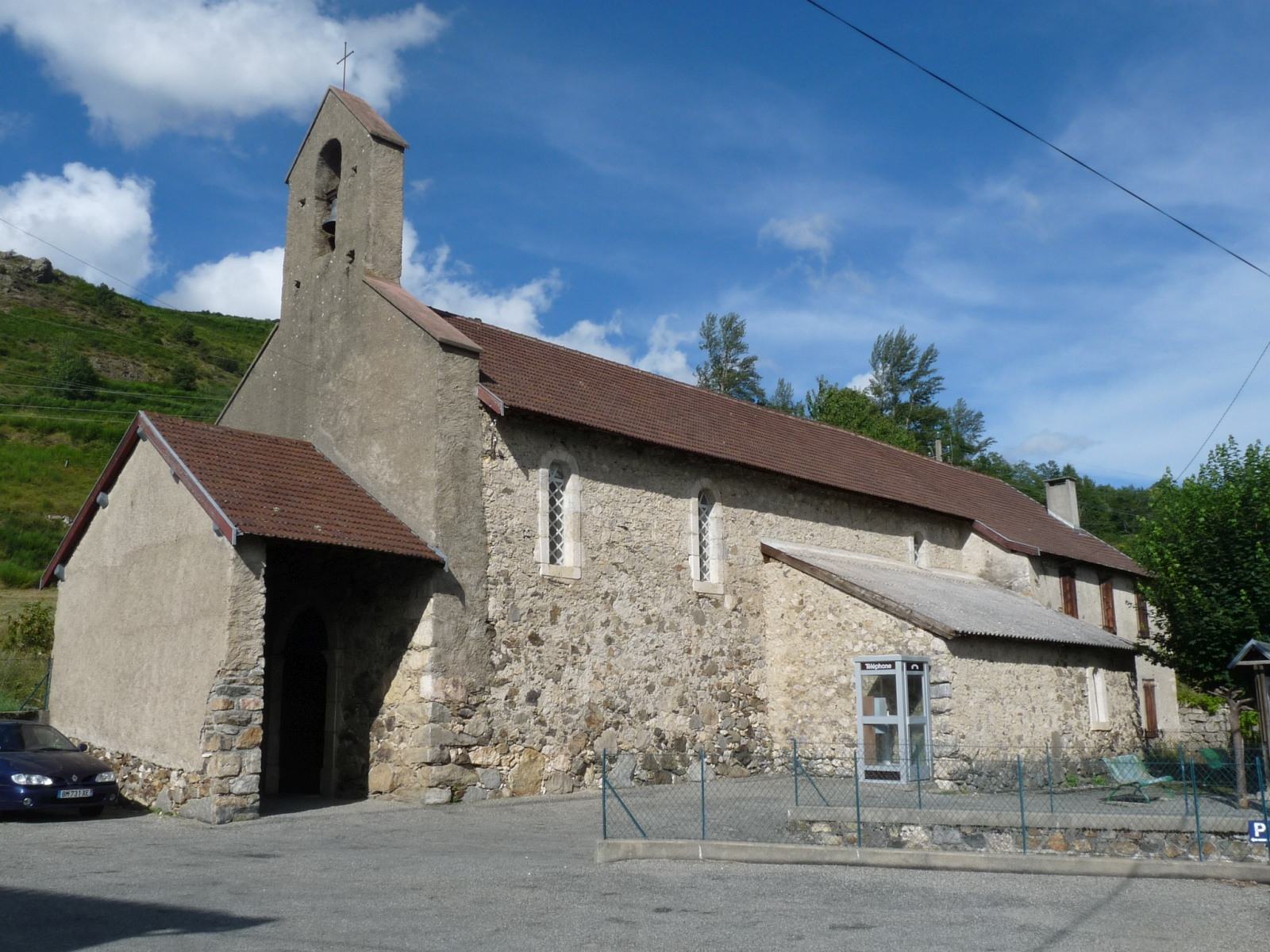
Pfarrkirche La Nativité-de-Notre-Dame

| Caychax: Einwohnerzahlen von 1793 bis 2020                                                                                 | Caychax: Einwohnerzahlen von 1793 bis 2020 | Caychax: Einwohnerzahlen von 1793 bis 2020 | Caychax: Einwohnerzahlen von 1793 bis 2020 | Caychax: Einwohnerzahlen von 1793 bis 2020 |
| --- | ------------------------------------------ | ------------------------------------------ | ------------------------------------------ | ------------------------------------------ |
| Jahr |                                            |                                            |                                            | Einwohner                                  |
| 1793 | 1793                                       |                                            | 106                                        | 106                                        |
| 1800 | 1800                                       |                                            | 139                                        | 139                                        |
| 1806 | 1806                                       |                                            | 156                                        | 156                                        |
| 1821 | 1821                                       |                                            | 135                                        | 135                                        |
| 1831 | 1831                                       |                                            | 161                                        | 161                                        |
| 1836 | 1836                                       |                                            | 165                                        | 165                                        |
| 1841 | 1841                                       |                                            | 155                                        | 155                                        |
| 1846 | 1846                                       |                                            | 159                                        | 159                                        |
| 1851 | 1851                                       |                                            | 159                                        | 159                                        |
| 1856 | 1856                                       |                                            | 155                                        | 155                                        |
| 1861 | 1861                                       |                                            | 163                                        | 163                                        |
| 1866 | 1866                                       |                                            | 156                                        | 156                                        |
| 1872 | 1872                                       |                                            | 160                                        | 160                                        |
| 1876 | 1876                                       |                                            | 165                                        | 165                                        |
| 1881 | 1881                                       |                                            | 155                                        | 155                                        |
| 1886 | 1886                                       |                                            | 163                                        | 163                                        |
| 1891 | 1891                                       |                                            | 152                                        | 152                                        |
| 1896 | 1896                                       |                                            | 143                                        | 143                                        |
| 1901 | 1901                                       |                                            | 135                                        | 135                                        |
| 1906 | 1906                                       |                                            | 120                                        | 120                                        |
| 1911 | 1911                                       |                                            | 114                                        | 114                                        |
| 1921 | 1921                                       |                                            | 101                                        | 101                                        |
| 1926 | 1926                                       |                                            | 77                                         | 77                                         |
| 1931 | 1931                                       |                                            | 66                                         | 66                                         |
| 1936 | 1936                                       |                                            | 57                                         | 57                                         |
| 1946 | 1946                                       |                                            | 56                                         | 56                                         |
| 1954 | 1954                                       |                                            | 40                                         | 40                                         |
| 1962 | 1962                                       |                                            | 44                                         | 44                                         |
| 1968 | 1968                                       |                                            | 35                                         | 35                                         |
| 1975 | 1975                                       |                                            | 22                                         | 22                                         |
| 1982 | 1982                                       |                                            | 28                                         | 28                                         |
| 1990 | 1990                                       |                                            | 19                                         | 19                                         |
| 1999 | 1999                                       |                                            | 18                                         | 18                                         |
| 2006 | 2006                                       |                                            | 11                                         | 11                                         |
| 2013 | 2013                                       |                                            | 13                                         | 13                                         |
| 2020 | 2020                                       |                                            | 15                                         | 15                                         |
| Quelle(n): EHESS/Cassini bis 1999, INSEE ab 2006 Anmerkung(en): Ab 1962 offizielle Zahlen ohne Einwohner mit Zweitwohnsitz |                                            |                                            |                                            |                                            |

## Sehenswürdigkeiten
- Pfarrkirche La Nativité-de-Notre-Dame aus dem 19. Jahrhundert